# Alebra xianensis
Alebra xianensis är en insektsart som först beskrevs av Ma 1981.  Alebra xianensis ingår i släktet Alebra och familjen dvärgstritar. Inga underarter finns listade i Catalogue of Life.